# 黑毛柿
黑毛柿（学名：Diospyros atrotricha）为柿科柿属下的一个种。